# Raucassa (Ort)
Raucassa (auch Aipelo) ist ein osttimoresisches Dorf in der Gemeinde Liquiçá.

## Geographie und Einrichtungen

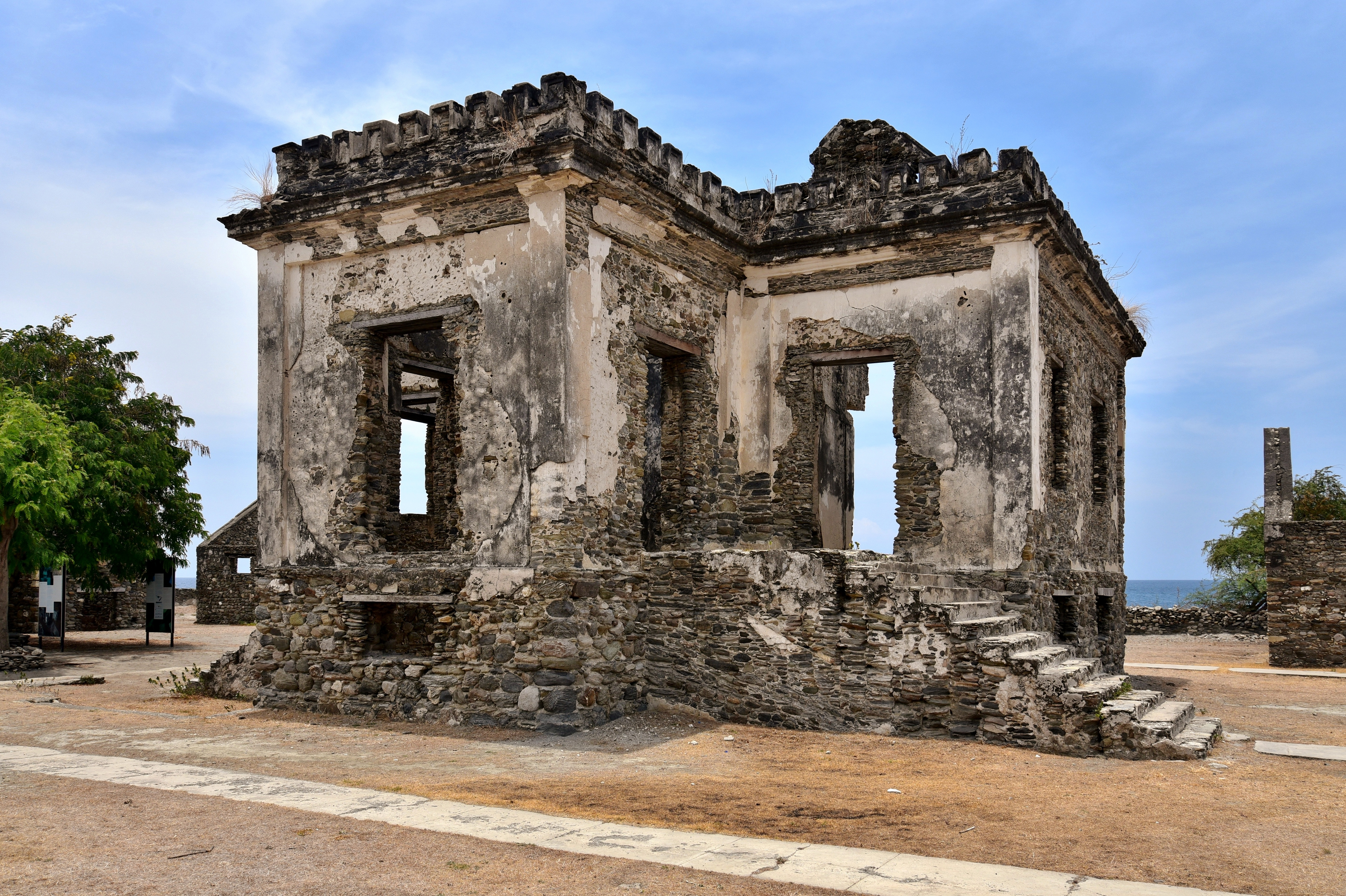
Ruinen von Ai Pelo

Raucassa liegt in der Nordostecke der Aldeia Raucassa (Suco Lauhata, Verwaltungsamt Bazartete) auf 8 m Höhe, an der Küste der Straße von Ombai. Östlich liegt die Mündung des Failebos. Auf der anderen Seite des Flusses befindet sich auf dem Gebiet des Sucos Motaulun ein Zementwerk mit Schiffsanleger. Die meisten Häuser reihen sich an der nördlichen Küstenstraße von Dili nach Liquiçá oder an der abzweigenden Überlandstraße nach Mau-Luto. Westlicher Nachbarort ist Pissu Craic.
Im Dorf Raucassa stehen eine Kapelle, die Grundschule João de Brito und die Ruinen des 1889 erbauten Gefängnisses Ai Pelo, das heute eine touristische Sehenswürdigkeit ist.